# Tomb Raider III – Adventures of Lara Croft
Tomb Raider III – Adventures of Lara Croft (übersetzt etwa: Die Abenteuer der Lara Croft) ist ein Videospiel aus der Reihe Tomb Raider. Es wurde von Core Design entwickelt und erschien am 20. November 1998 für die PlayStation und den PC. Lara hat wieder einiges dazugelernt. Sie kann nun kriechen, für einen kurzen Moment sprinten und an gewissen Stellen an der Decke hangeln. Ihr Waffenarsenal wurde durch eine Desert Eagle, eine MP5 und einen durchschlagskräftigen Raketenwerfer ergänzt. Die Automatik-Pistolen aus dem zweiten Teil wurden im Spiel nicht integriert; ebenso wurde auf die M16 verzichtet.

## Handlung
Am Anfang von Tomb Raider III muss Lara ein Artefakt finden, das sich „Infada-Stein“ nennt.
Dafür reist sie in den Dschungel von Indien und kämpft sich dort durch die grüne Hölle. Sie entdeckt ein Forschercamp, das jedoch nur noch von einem Forscher bewohnt wird. Dieser behauptet, dass seine Kollegen alle in einem Tempel zu Tode gekommen seien. Lara begibt sich in den Tempel und findet dort auch die toten Kollegen. Als sie den Tempel verlässt, findet sie nahe dem Ganges den verstörten Forscher, der das Artefakt in seiner Brust stecken hat. Er versucht, die Archäologin zu töten. Lara entkommt jedoch und beginnt die Verfolgung. Letztendlich findet sie den Bösewicht, besiegt diesen und kann den „Infada-Stein“ beschaffen.
Lara denkt, dass sie den Auftrag erledigt hat, bis sie erfährt, dass es noch drei weitere Steine gibt, die sie finden soll. Also begibt sich Lara auf die Suche danach. An dieser Stelle im Spiel steht es dem Spieler frei, mit welchem Part es weitergehen soll. Erfahrene Spieler wählen allerdings immer Nevada, da man dort im zweiten Level alle Waffen verliert.
In Nevada muss Lara zu Beginn die Wüste durchqueren. Am Ende des ersten Levels springt sie mit einem Quadbike in einen Hochsicherheitstrakt, wo sie festgenommen wird und ihre Waffen verliert. Eingesperrt in einer Zelle, muss sie sich mit Geschick befreien und auch die anderen Gefangenen rauslassen, damit sie vor dem schlagwütigen Personal beschützt wird. Sie muss fast einen ganzen Level ohne Waffen auskommen, bis sie in einer Waffenkammer fündig wird. Danach steigt sie in einen Lastwagen und fährt als blinder Passagier in die Area 51.
Dort angekommen, muss sie sich geschickt durch Laser und ein Netz aus Überwachungskameras kämpfen, bis sie letztlich das „Element 115“ in einem UFO entdeckt.
Im verregneten London muss sich Lara über die Dächer hinwegkämpfen, um die verrückte Geschäftsfrau Sophia Leigh zu finden. Auf ihrem Weg gelangt Lara auch in eine verlassene U-Bahn-Station (Aldwych). Lara erfährt in den Katakomben von London, dass Sophia geheime Experimente an Unschuldigen durchführt, um Unsterblichkeit zu erlangen. Lara Croft findet Sophia in ihrem Büro, doch freiwillig gibt sie das Artefakt „Das Auge der Isis“ nicht her. Deshalb muss Lara ihr folgen und sie mit einem tödlichen Stromstoß beseitigen, um an den magischen Stein zu kommen.
Ein weiteres Artefakt findet Lara auf den Südsee-Inseln; hier muss sie sich mit Kannibalen und Dinosauriern herumschlagen und mit einem Kajak einen reißenden Fluss entlangfahren. In einem alten Tempel findet sie letztlich einen Herrscher, der den „Ora-Dolch“ besitzt, den sie haben will. Sie kämpft gegen einen mächtigen Gegner und erhält den Ora-Dolch.
Danach macht Lara sich auf den Weg in die Antarktis, wo sie ihrem Auftraggeber die vier Artefakte übergeben will. Sie will von ihm hören, dass er diese nicht missbrauchen wird. Er hat jedoch andere Pläne und kann mit den Artefakten entkommen. Lara nimmt die Verfolgung auf und fährt in einer alten Mine umher. Schließlich findet sie die vergessene Stadt Tinnos und kämpft sich durch Riesenwespen und Mutanten, um in die Höhle des Meteoriten zu gelangen. Hier hat ihr Widersacher bereits die Artefakte an seinen Platz gebracht und sich durch deren freigesetzte Kräfte in eine gigantische Spinne verwandelt. Lara nimmt den Kampf auf und holt sich die Artefakte zurück. Danach kann sie die Spinne erledigen. Sie kämpft sich zum Schluss noch aus der Höhle und klaut sich einen Helikopter, damit sie wieder nach Hause fliegen kann.
Wenn man alle Secrets im Spiel entdeckt hat, kann man am Ende noch einen Level in London spielen.

### Tomb Raider III: The Lost Artifact (Director’s Cut)
Lara erfährt von einem fünften Stein, der ebenfalls von dem Meteoriten stammt, und will natürlich auch diesen besitzen. Deshalb führt sie ihr Weg unter anderem nach Schottland, in einen Zoo und zu einer Forschungsstation. Letztendlich findet sie Sophia Leigh, welche sie bereits aus dem Hauptteil kennt und die den dort stattgefundenen Stromschlag überlebt hat. Sie kämpft erneut gegen sie, um an die Hand von Rathmore zu kommen. Es existieren PC-Demo-Versionen einzelner Level, die man sich kostenlos herunterladen kann. Für die Vollversion braucht man jedoch die Premier Collection des Spieles Tomb Raider 3. The Lost Artifact ist hier mit dem Hauptspiel als separate zweite CD enthalten. Das Addon war auch als Einzel-CD erhältlich.

## Spielprinzip und Technik
Core Design hat für den dritten Teil der Tomb-Raider-Reihe ein Reflexionssystem entwickelt, das der realistischeren Darstellung von Wettereffekten (z. B. Schnee) dient. Zudem kann die überarbeitete Grafik-Engine dynamische Lichteffekte darstellen, die für eine dichte Atmosphäre in den Levels sorgt.
Erstmals in der Serie kann der Spieler – wenn auch in nur begrenztem Umfang – wählen, in welcher Reihenfolge er die Level spielen möchte. Dabei beginnt das Spiel stets in Indien und endet in der Antarktis; dazwischen kann der Spieler frei wählen, ob Lara zuerst nach Nevada, London oder auf eine Südsee-Insel reisen soll. Die Abfolge der Level in der jeweiligen Region ist allerdings fest vorgegeben.

### Unterschiede zwischen den Veröffentlichungen
Während so wie im Vorgängerspiel Tomb Raider II sowohl in der PC- als auch in der PlayStation-Version prinzipiell an jeder Stelle des Spiels gespeichert werden kann, wurde die Anzahl der möglichen Speichervorgänge in der PlayStation-Version künstlich begrenzt. Jeder Speichervorgang verbraucht hier einen der sammelbaren, blauen Speicherkristalle, welche innerhalb der verschiedenen Levels gefunden werden können. Mithilfe des Alle-Waffen-Cheats ist es allerdings möglich praktisch unbegrenzt viele zusätzliche Speicherkristalle zu erzeugen.
In der PC-Version ist hingegen die Anzahl der Speichervorgänge während des Spiels prinzipiell unbegrenzt und an Stelle der blauen Speicherkristalle befinden sich in den Levels grüne Heilkristalle, welche aber nicht gesammelt werden können, sondern Lara an Ort und Stelle heilen.

## Zensur
In der deutschen Fassung des Spiels wurden die roten Blutspritzer bei Treffern durch violette Funken ersetzt. Ebenso wurden bei Harpunentreffern und Angriffen durch Piranhas im Wasser die Blutwolken violett eingefärbt.

## Rezeption
Die Royal Mail brachte 2020 einen Satz von zwölf Briefmarken mit Motiven aus britischen Computerspielen heraus, in dem eine davon Adventures of Lara Croft – 1998 gewidmet ist.

### Rezensionen
Tomb Raider III erhielt vorwiegend positive Bewertungen. Die Rezensionsdatenbank Metacritic aggregiert für die PlayStation-Fassung 14 Rezensionen zu einem Mittelwert von 76. Häufiger Kritikpunkt der Spielemagazine war mangelnde Innovation im Vergleich zum Vorgänger.

„Bei Laras nunmehr drittem Abenteuer scheint den Entwicklern so langsam die Puste auszugehen.“

Die PC Action lobt die riesigen Spielwelten, welche sich weitgehend frei anwählen lassen und eine lange Spielzeit bieten. Außerdem werden benutzbare Fahrzeuge, gute Animationen und Wassereffekte und die dramatische Musik positiv hervorgehoben. Kritisiert werden, neben mangelnden Neuerungen, der hohe Schwierigkeitsgrad, schwache Grafik und eine verbesserungswürdige Präsentation der Story.

„Unterm Strich bleibt ein spielenswertes Stück Software-Unterhaltung, das zwar keine Innovationspreise einheimst, aber dennoch viel Spiel fürs Geld bietet.“

Die Tester der PC Player lobten die für damalige Verhältnisse niedrigen Hardwareanforderungen und prachtvollen Lichteffekte. Das Spiel sei trotz veralteter Grafik und Steuerung abwechslungsreich und spannend, die Zahl der Gegner aber zu niedrig. Richard Löwenstein von der Spielezeitschrift PC Joker kritisiert hingegen, dass die Gegner „scheinbar aus dem Boden wachsen“.

### Verkaufszahlen
Bis April 2009 soll sich das Spiel um die sechs Millionen Mal verkauft haben.